# Liste der Monuments historiques in Thiré
Die Liste der Monuments historiques in Thiré führt die Monuments historiques in der französischen Gemeinde Thiré auf.

## Liste der Bauwerke
| Bezeichnung            | Beschreibung | Standort      | Kennzeichnung | Schutzstatus | Datum     | Bild           |
| ---------------------- | ------------ | ------------- | ------------- | ------------ | --------- | -------------- |
| Dolmen La Pierre Folle |              | Le Pus (Lage) | PA00110278    | Classé       | 1968      | weitere Bilder |
| Kirche St-Pierre       |              | (Lage)        | PA00110279    | Inscrit      | 1927      | weitere Bilder |
| Jardins du Bâtiment    |              | (Lage)        | PA00110280    | Inscrit      | 1985 2007 |                |

## Liste der Objekte
- Monuments historiques (Objekte) in Thiré in der Base Palissy des französischen Kultusministeriums